# Clan Cochrane
Cochrane ist der Name eines schottischen Clans in Renfrewshire, Schottland.

## Geschichte

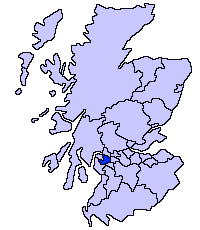
Lage von Renfrewshire in Schottland

### Namensherkunft
Traditionell gesehen war der Stammvater der Familie Cochrane in Schottland ein skandinavischer Wikinger, der sich im Gebiet des heutigen Renfrewshire niederließ. Es gilt jedoch als erwiesen, dass der Clan ursprünglich den Namen der Barony of Cochrane annahm. Die Herkunft des Namens an sich geht möglicherweise auf zwei gälische Wörter zurück, die zusammen The Roar of the Battle oder Battle Cry ergeben.
Über die Cochranes existieren erst seit 1262 schriftliche Aufzeichnungen, nämlich als ein gewisser Waldenus de Coveran in einem alten Dokument, bzgl. Landschenkungen an Walter Stewart den Earl of Menteith, erwähnt wurde.
Andere historische Träger des Namens waren William de Coughran 1296 und Robert de Cochrane um 1360.

### 20. Jahrhundert
Der Vater des derzeitigen Chiefs, also der 14. Earl, diente zunächst in der Black Watch und während des Zweiten Weltkriegs kämpfte er in Afrika, Sizilien und Griechenland. Nach dem Krieg war er in Deutschland stationiert, bis er 1953 aus der Armee ausschied. Sir Ralph Cochrane, der jüngste Sohn von Thomas Cochrane, 1. Baron Cochrane of Cults, war britischer Pilot und Offizier der Royal Air Force, der vor allem durch seine Rolle während der Operation Chastise Bekanntheit erlangte.

## Chief
Amtierender Chief des Clan Cochrane ist seit 1986 Iain Cochrane, 15. Earl of Dundonald. Dieser führt auch die nachgeordneten Titel 15. Lord Cochrane of Dundonald und 15. Lord Cochrane of Paisley and Ochiltree.

Ursprüngliches Wappen der Familie Cochrane

## Adelstitel

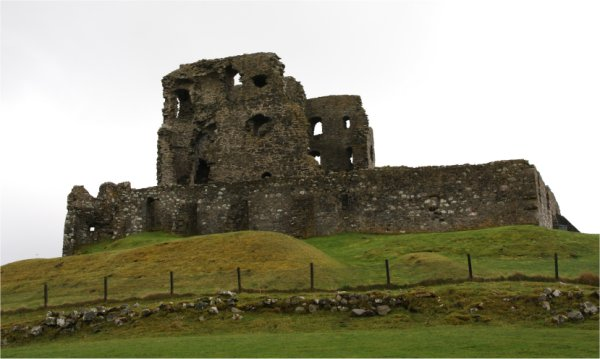
Auchindoun Castle

Angehörige des Clans hatten bzw. haben folgende erbliche Adelstitel inne:
Peerage of Scotland
- Earl of Dundonald (1669)
- Lord Cochrane of Dundonald (1647)
- Lord Cochrane of Paisley and Ochiltree (1669)

Peerage of the United Kingdom
- Baron Lamington (1880)
- Baron Cochrane of Cults (1919)

Baronetage of the United Kingdom
- Baronet, of Woodbrook, of Lisgar Castle and of Kildare Street (1815)
- Baronet, of Woodbrook (1815)

Adelsstand des Kaiserreichs Brasilien
- Marquês do Maranhão (1823)

## Schlösser
aktuell:
- Lochnell Castle

ehemals:
- Cochrane Castle
- Auchindoun Castle (Ruine)
- Johnstone Castle
- Dundonald Castle